# Nunukan (huyện)
Nunukan là một huyện của Bắc Kalimantan ở Indonesia.
Nunukan cũng là tên của một hòn đảo trong huyện này. Nó có diện tích 226 km2. Nunukan giáp giới với bang của Malaysia Sabah về phía bắc, và huyện Bulungan và huyện Malinau ở phía nam.
Thị xã Nunukan, huyện lỵ của huyện này nằm trên đảo Nunukan. Nó là một cảng lớn cho các cảng phà nối với Tawau ở bang Sabah, Malaysia.